# 치음
치음(齒音, dental consonant) 또는 잇소리(문화어: 이소리)는 2가지로 구별 할 수 있는데, 설첨이나 설단을 사용해서 조음하는 소리와, 윗니와 아랫니를 사용해서 조음하는 양치음이 있다. 국제 음성 기호에 있는 치음은 아래와 같다.
| IPA | 이름                | 예            | 예          | 예         | 예                |
| IPA | 이름                | 언어          | 철자        | IPA        | 뜻                |
| --- | ------------------- | ------------- | ----------- | ---------- | ----------------- |
| ʭ   | 양치 충격음         | (언어 미발견) |             | [ʭ]        |                   |
| h̪͆   | 무성 양치 마찰음    | 아디게어      | дахэ        | daːh̪͆a      | 예쁘다            |
| ɦ̪͆   | 유성 양치 마찰음    |               |             |            |                   |
|     | 치 비음             | 러시아어      | банк        | [ban̪k]     | 은행              |
|     | 무성 치 파열음      | 핀란드어      | tutti       | [t̪ut̪ːi]    | 고무 젖꼭지       |
|     | 유성 치 파열음      | 아랍어        | دين         | [d̪iːn]     | 종교              |
| s̪   | 무성 치 치측 마찰음 | 폴란드어      | kosa        | [kos̪a]     | 사이드(거대한 낫) |
| z̪   | 유성 치 치측 마찰음 | 폴란드어      | koza        | [koz̪a]     | 염소              |
| t̪͡s̪  | 무성 치 치측 파찰음 |               |             |            |                   |
| d̪͡z̪  | 유성 치 치측 파찰음 |               |             |            |                   |
|     | 무성 치 마찰음      | 영어          | throw       | [θɹoʊ]     | 던지다            |
|     | 유성 치 마찰음      | 영어          | brother     | [ˈbɹʌðɚ]   | 형, 오빠, 남동생  |
|     | 치 접근음           | 스페인어      | kodo        | [koð̞o]     | 팔꿈치            |
|     | 치 설측 접근음      | 스페인어      | alto        | [al̪t̪o]     | 키가 큰           |
|     | 치 탄음             |               |             |            |                   |
|     | 치 전동음           | 헝가리어      | ró          | [r̪oː]      | 조각하다          |
|     | 치 방출음           | 언어 미발견   | 단어 미발견 |            |                   |
|     | 치 내파음           | 언어 미발견   | 단어 미발견 |            |                   |
|     | 치 흡착음           | 코사어        | ukúkcola    | [ukúkǀola] | 잘 갈아내다.      |

## 같이 보기
- 조음 위치